# Saint-Christo-en-Jarez
Saint-Christo-en-Jarez is een gemeente in het Franse departement Loire (regio Auvergne-Rhône-Alpes). De plaats maakt deel uit van het arrondissement Saint-Étienne. Saint-Christo-en-Jarez telde op 1 januari 2022 1.888 inwoners.

## Geografie
De oppervlakte van Saint-Christo-en-Jarez bedroeg op 1 januari 2022 21,77 vierkante kilometer; de bevolkingsdichtheid was toen 86,7 inwoners per km².
De gemeente ligt in de heuvels Côteaux du Jarez.

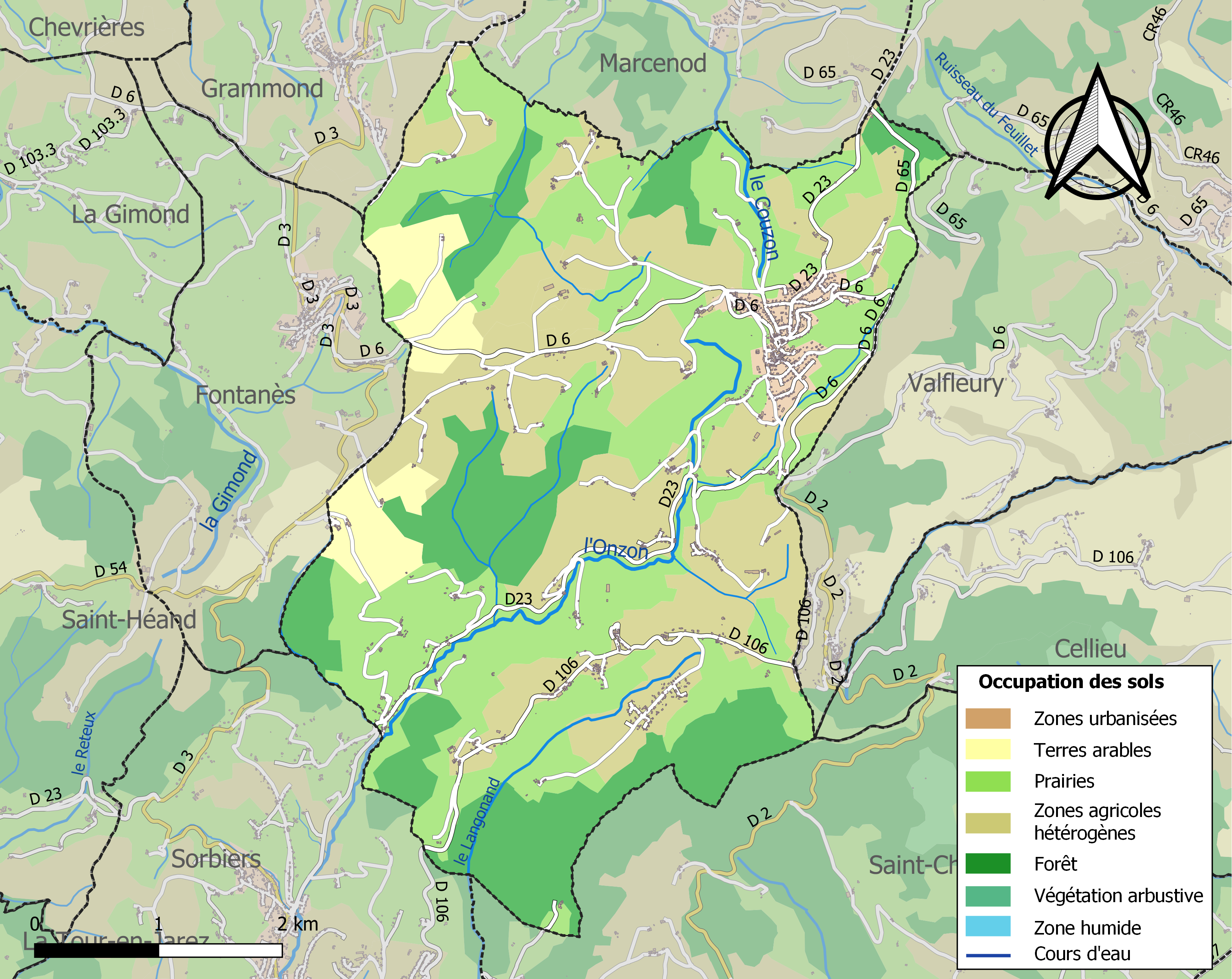
Kaart van de gemeente met de belangrijkste infrastructuur, bodemgebruik en omliggende gemeenten

## Demografie
Onderstaande figuur toont het verloop van het inwonertal (bron: INSEE-tellingen).